# Hiroto Muraoka
Hiroto Muraoka (n. 19 septembrie 1931, Bunkyō, Tokyo, Japonia – d. 13 martie 2017, Tokyo, Japonia) a fost un fotbalist japonez.

## Statistici
| Japonia | Japonia | Japonia |
| An      | Meciuri | Goluri  |
| ------- | ------- | ------- |
| 1954    | 2       | 0       |
| Total   | 2       | 0       |